# Beth (canción)
«Beth» es una canción de la banda estadounidense de rock Kiss, incluida en su cuarto álbum de estudio, Destroyer (1976). Sus compositores fueron el baterista Peter Criss, su amigo Stan Penridge y el productor Bob Ezrin. Casablanca Records la publicó como sencillo en agosto de 1976, después de que la editara como cara B del tema «Detroit Rock City». «Beth» es el mayor éxito comercial de Kiss en los Estados Unidos, pues alcanzó la séptima posición del Billboard Hot 100, obtuvo una certificación de disco de oro de la RIAA y un Premio People's Choice en la categoría de canción favorita en 1977.
La canción, originalmente llamada «Beck», la compusieron Criss y Penridge durante su etapa con el grupo Chelsea. Durante la grabación de Destroyer, Criss se la mostró a Bob Ezrin, quien le hizo varios cambios y recomendó cambiar su título por «Beth». Debido a su buena recepción comercial, el tema apareció en gran parte de sus conciertos, donde la mayoría de las veces, Criss la cantó sobre una pista instrumental. «Beth» ha figurado en la mayoría de recopilatorios y álbumes en directo de Kiss, entre ellos Kiss Unplugged (1996), donde el grupo la interpretó acústicamente.

## Trasfondo
Hacia 1975, Kiss había publicado tres álbumes de estudio en los cuales las contribuciones como compositor del batería Peter Criss fueron mínimas, ya que el único tema en el que apareció acreditado fue la pista instrumental «Love Theme from Kiss», escrita por los cuatro integrantes de la banda e incluida en su disco de debut. El batería asumió el rol de vocalista en otras canciones creadas por sus compañeros, sin embargo, para Destroyer, el músico se propuso como objetivo sumar una de sus composiciones. Durante un trayecto en limusina, Criss cantó una versión acelerada del tema «Beck» para el bajista Gene Simmons y el guitarrista Paul Stanley, sabedor de que no estarían interesados en incluir una balada en el álbum. Sus dos compañeros le sugirieron que se la cantara al productor Bob Ezrin, quien estuvo de acuerdo en grabarla y le aseguró que sería un éxito.

## Composición y grabación
Durante su estancia en Chelsea, Criss y el guitarrista de dicha agrupación, Stan Penridge, decidieron escribir una canción burlona sobre la esposa de su compañero Mike Brand, Becky. Según el batería, ella llamaba con asiduidad a los ensayos del grupo para preguntar cuándo llegaría su marido a casa y esto les dio la idea de componer la primera estrofa del tema: «Beck, I hear you callin’, but I can’t come home right now. Me and the boys are playin’, and we just can’t find the sound» —en español: «Beck, escucho que me estás llamando, pero no puedo ir a casa ahora. Los chicos y yo estamos tocando y simplemente no podemos encontrar el sonido»—. Posteriormente, el batería admitió que compuso la canción para su primera mujer, Lydia.
Criss se la mostró a Bob Ezrin, quien decidió incluirla en Destroyer, ya que los demás temas de Kiss solían tratar de sexo y «Beck» era una canción de amor con la que «todos se sentirían identificados». Ezrin utilizó la melodía del tema de Criss y Penridge, sobre el que realizó varios arreglos y escribió parte de la letra. Por su parte, Gene Simmons sugirió cambiarle el nombre por «Beth», porque sería más fácil de cantar y para evitar confusiones con Jeff Beck, aunque el guitarrista Ace Frehley señaló que el autor de esta modificación fue Ezrin, «para que sonara menos andrógino». Según el punto de vista de Lydia Criss fue ella quien propuso el cambio para impedir la ambigüedad con Jeff Beck, pues la Becky original tenía una hermana gemela llamada Beth.
En su autobiografía, Simmons relató que «nunca lo he visto [a Criss] componer una sola canción. Peter quizá contribuyó con una línea o dos de la letra, pero después de escuchar la maqueta original de Penridge, está claro quién hizo la canción original». De acuerdo con Lydia Criss, «Stan fue el principal artífice; Peter habría escrito algunas de las letras, pero Stan escribió la música. Bob Ezrin no modificó gran parte de la melodía, pero por supuesto la convirtió en una gran producción» y declaró que fue ella misma la creó la línea «You say you feel so empty». En 2014, durante una entrevista para Rolling Stone, Paul Stanley coincidió con el bajista y comentó que el batería apenas contribuyó en la composición de «Beth» y que fue Penridge el principal autor. El guitarrista añadió además que «Peter no tuvo nada que ver, porque si tú escribes un éxito, deberías ser capaz de escribir dos». Peter Criss, en su defensa mencionó que Stanley estaba celoso porque «es el vocalista principal de un grupo en el cual no compuso el mayor éxito. Ese es su problema. Ellos odian el hecho de que fuera yo el compositor de un éxito y que ganara el People's Choice».
A la hora de grabar la pista, el productor llevó al estudio A&R a la Orquesta Filarmónica de Nueva York y al músico Dick Wagner para que sustituyera a Frehley. Según Criss y Simmons, el guitarrista no participó en la grabación porque ya se había comprometido a jugar a las cartas con unos amigos. Una vez que la orquesta llegó al estudio, Ezrin sugirió que sus veinticinco integrantes vistieran esmóquines falsos y que Criss apareciera en el estudio con su característico maquillaje para poder sacar algunas fotografías. Por su parte, el productor se puso un sombrero de copa y tocó el piano de cola. Finalmente, el batería grabó las partes vocales en los estudios Record Plant.
Respecto a la estructura, «Beth» carece de un solo, en su lugar, la sección de medio-octava repite la introducción junto al estribillo en un interludio orquestal. El sonido del violín y la viola, dirigidos por el violonchelo, cambian la tonalidad de do mayor a la menor y posteriormente entran las trompetas, tubas, trombones y trompas, que acentúan el hook.

## Lanzamiento

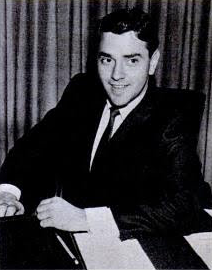
Neil Bogart no aprobaba la publicación de «Beth» como sencillo, pero cambió de idea tras su éxito.

Casablanca Records lanzó «Beth» en agosto de 1976 como el cuarto sencillo de Destroyer. El disco, publicado en marzo, llegó a la undécima posición del Billboard 200, pero rápidamente empezó a retroceder puestos. Sus dos primeros sencillos, «Shout It Out Loud» y «Flaming Youth», no lograron igualar a «Rock and Roll All Nite» —hasta entonces el tema más exitoso del conjunto en los Estados Unidos— y los ejecutivos de Casablanca Records tuvieron que elegir otra de las canciones del álbum para editar como sencillo. Neil Bogart, el presidente de la discográfica, pidió ayuda al promotor y disc jockey Scott Shannon para que le diera su honesta opinión sobre cuál de las pistas de Destroyer era un éxito potencial. Para su sorpresa, Shannon escogió «Beth», aunque Bogart le pidió que la olvidara, porque solo la habían incluido «por hacerle un favor a Peter Criss». Ante la negativa del dueño del sello discográfico, Shannon se puso en contacto con el vicepresidente Larry Harris, quien le reveló que a Bogart no le gustaba «Beth» porque era el nombre de su exmujer y pensaba que la letra reflejaba el proceso de su divorcio.
Antes de la publicación del tercer sencillo, el presidente de Casablanca se tomó unas vacaciones en Acapulco, no sin antes dar la orden de editar «Beth» como la cara B del siguiente sencillo, para reducir sus posibilidades de éxito comercial —las discográficas optaban por poner en la cara B temas que no tendrían la oportunidad de ser sencillos, para no desperdiciarlos—. Durante la ausencia de Bogart, «Detroit Rock City» salió a la venta como sencillo acompañada de «Beth» y la enviaron a las emisoras de radio, que para desconcierto de los ejecutivos de Casablanca, optaron por retransmitir la segunda. «Beth» pronto llegó a ser una de las canciones más solicitadas por los radioyentes y el vicepresidente Larry Harris tomó la decisión de reeditar el sencillo con ella como cara A, por lo que tras su regreso, Bogart tuvo que aceptar la situación debido a la buena recepción del tema entre el público. «Beth» entró en la lista de éxitos estadounidense y subió posiciones hasta situarse en el séptimo puesto, el mejor en la carrera de Kiss y consiguió además una certificación de disco de oro de la RIAA. El impacto de la canción aumentó las ventas de Destroyer y facilitó que este consiguiera un disco de platino. Tras su buena recepción comercial, «Beth» recibió el premio de canción favorita en los Premios People's Choice de 1977.

## Recepción crítica
Según el mánager Bill Aucoin, «“Beth” fue una desviación tal que los aficionados no sabían muy bien qué pensar de ella. Estaban sorprendidos». El crítico Allan Orski escribió en el libro Musichound Rock: The Essential Album Guide que la canción «estableció la marca para innumerables (inferiores) power ballads vomitadas por varias bandas durante la década de 1980». Uno de los motivos de su éxito, según Jason Josephes del sitio web Pitchfork Media, fue que «era la canción que le gustaba a las chicas (y que por consiguiente también le gustaría a los chicos)». Respecto a la letra, Shawn S. Lealos de AXS remarcó que es «el ejemplo perfecto de que la vida de un músico de rock and roll no es para las personas que quieren establecer una relación seria».
Eduardo Rivadavia de Ultimate Classic Rock destacó la importancia de Aucoin para la inclusión de la pista en Destroyer y la describió como «poco característica y extremadamente sentimentaloide... Sin embargo, quizás su mayor utilidad fue la de ayudar a gran parte de la base de seguidores, predominantemente masculina, a convencer a sus novias para que les acompañaran a los conciertos del grupo». La revista Classic Rock la calificó como «una brillante balada que solía proporcionar un respiro útil en medio de la sangre y el estruendo de los espectáculos en vivo de Kiss». Con respecto a su insólito impacto, Ed Masley, del periódico The Arizona Republic, remarcó que «es extraño que el mayor éxito de Kiss fuera cantado por Peter Criss. Y aún más extraño es que fuera una balada orquestada que expresa una visión sorprendentemente empática de las mujeres».

## Presentaciones en directo y en los medios
Tras el éxito comercial, Kiss tuvo que incluir «Beth» en su repertorio para los conciertos debido a la presión de sus aficionados. Según Peter Criss, sus compañeros no querían interpretarla en directo, pero el mánager del grupo, Bill Aucoin, les indicó que debían cambiar de idea porque algunos de sus nuevos seguidores irían a sus conciertos por esa canción. La banda realizó algunos ensayos para tocar «Beth» en directo, pero según el batería «fue una pesadilla, porque ninguno de ellos había participado en la versión original y Ace no tenía ni idea de cómo tocar la guitarra acústica». Sin embargo, Aucoin y su socio Sean Delaney tuvieron la idea de utilizar una pista instrumental pregrabada y que Criss se sentara sobre el estuche de un tambor para cantarla. El debut en vivo de «Beth» tuvo lugar en noviembre de 1976 y permaneció en el repertorio del conjunto hasta la salida de Criss en 1980; asimismo, una versión en directo del tema fue incluida en el disco Alive II (1977).
La canción apareció además en programas televisivos como The Paul Lynde Halloween Special (1976) y en la entrega de los Premios People's Choice de 1977, aunque en ambos el batería la interpretó en playback. «Beth» también hizo su aparición en la película Kiss Meets the Phantom of the Park (1978) en una escena en la que Paul Stanley tocaba la guitarra acústica mientras el batería cantaba.
Tras la salida de Criss de la banda, «Beth» no volvería a ser tocada en directo hasta la grabación del álbum Kiss Unplugged (1996), donde la formación original de Kiss —Frehley, Simmons, Stanley y Criss— volvió a reunirse para interpretar algunas de sus canciones de manera acústica. De acuerdo con Stanley, el batería apareció con unos pequeños tambores tribales con la intención de tocarlos, pero que tanto él como Simmons lo prohibieron. Tras la reunión de los cuatro integrantes, el tema regresó a su repertorio en directo hasta la salida de Criss en 2001, aunque el batería retornó en 2003 y con él la canción. Entre los conciertos que siguieron a su reincorporación, destacó uno realizado en febrero de 2003 junto a la Orquesta Sinfónica de Melbourne y el director David Campbell, que salió a la venta con el título Kiss Symphony: Alive IV (2003). Sin embargo, Criss señaló posteriormente que Simmons y Stanley arreglaron todo para perjudicarlo y que «Beth» solo la interpretaron trece de los sesenta músicos de la orquesta. El batería volvió a abandonar Kiss al año siguiente y le reemplazó Eric Singer. Tras la salida de Criss, la banda no volvería a interpretar la canción hasta la gira Sonic Boom Over Europe Tour (2010), con Singer como vocalista y con los demás miembros —Simmons, Stanley y el sustituto de Frehley, Tommy Thayer— tocando guitarras y bajos acústicos. Criss, sin embargo, señaló que «[“Beth”] es mi creación, nadie la canta como yo. Es como El Llanero Solitario. Puedes ponerle la máscara a otro tipo pero nunca será Clayton Moore». Durante la gira End of the Road World Tour, Singer interpretó el tema en solitario mientras tocaba el piano y en dos conciertos en Japón, sería Yoshiki, integrante de X Japan, el que tocara este instrumento.
Además de Kiss Meets the Phantom of the Park, «Beth» ha aparecido en otros largometrajes como  Role Models (2008), I Love You, Beth Cooper (2009) y Detroit Rock City (1999), producida por Gene Simmons y sobre cuya banda sonora Criss apuntó: «Él [Simmons] descartó todas las canciones que no fueron compuestas por él o Paul. Si usaban "Beth", entonces no podían emplear la parte vocal porque tendrían que pagarme».

## Otras versiones
Eric Carr, el músico que sustituyó a Criss en 1980, nunca interpretó el tema en directo durante su estancia, aunque puso voz a una versión de estudio para el recopilatorio Smashes, Thrashes & Hits (1988). Según Carr, fueron Stanley y Simmons quienes tuvieron la idea de que cantara el tema, a pesar de que él tenía sentimientos encontrados porque «“Beth” era la canción de Peter y era como un sacrilegio». Para esta nueva versión, el batería grabó su voz sobre la pista instrumental original en los estudios Record Plant, el mismo que en la versión de su antecesor.
Por su parte, Peter Criss volvió a grabar «Beth», esta vez de manera acústica, para incluirla en el EP de edición limitada Criss (1993), el cual era, en palabras del batería, una manera de decir a los aficionados «he vuelto y me encanta que vosotros y solamente vosotros, los fanes de Kiss, podáis recibir esto». La misma versión de la canción aparecería además en su álbum de estudio Cat #1 (1994).
En 2012, salió a la venta Destroyer: Resurrected, una versión remezclada de Destroyer que incluyó una versión más extensa de «Beth». En una entrevista con el periodista Eddie Trunk, Peter Criss bromeó sobre su lanzamiento: «¿Por qué tocar una obra maestra».

## Créditos
- Peter Criss - voz principal
- Bob Ezrin - piano y producción
- Dick Wagner - guitarra acústica
- Orquesta Filarmónica de Nueva York

Fuente: KISS: Behind the Mask - Official Authorized Biography.

## Posición en las listas
| País           | Lista                                   | Mejor posición | Ref.   |
| -------------- | --------------------------------------- | -------------- | ------ |
| Canadá         | Canadian Singles Chart                  | 5              | [ 56 ] |
| Estados Unidos | Billboard Hot 100                       | 7              | [ 7 ]  |
| Estados Unidos | Billboard Hot Adult Contemporary Tracks | 14             | [ 57 ] |
| Estados Unidos | Cash Box Top 100                        | 7              | [ 58 ] |

## Certificaciones
| País           | Certificación | Ventas | Ref.         |
| -------------- | ------------- | ------ | ------------ |
| Canadá         | Oro           | 5000   | [ 59 ]       |
| Estados Unidos | Oro           | 1 000  | [ 8 ] [ 60 ] |